# Cohorte (grupo educativo)
Un cohorte es un grupo de estudiantes quiénes trabajan juntos a través de un currículum para conseguir el mismo grado académico.  Cohortianos son los miembros individuales de tal grupo.
Los cohortes han llegado a ser populares en la educación en línea como una manera de hacer frente a la carencia de interacción social tradicional que es común en la educación presencial.